# 小林杏奈
小林 杏奈（こばやし あんな、1980年5月1日 - ）は、読売テレビ社員・元アナウンサー。現姓：香山。夫は料理人の香山中宣。

## 来歴
東京都出身。鷗友学園女子中学校・高等学校、中央大学法学部法律学科卒業。元来からアナウンサーを目指しており、民放キー局の受験も行っていたが、内定を得た読売テレビへ2003年4月に入社。また、学生時代は、日テレイベンツに登録し、日テレイベコンとして活動していた。
新人研修を経て、同年8月2日に昼のローカル定時ニュースにて初鳴き。以後、バラエティ番組及び報道番組のリポーターを担当。
プライベートでは、2010年10月10日に取材を通して知り合った渋谷区恵比寿に所在する飲食店「くずし割烹 かのふ」のオーナーシェフである香山中宣と結婚する事を、自身が出演していた『かんさい情報ネットten!』の番組内で報告した。翌年2011年6月に披露宴を挙げた。2012年6月、妊娠6ヶ月で同年11月中旬に出産予定である事を発表し、同年9月に産休を取得。その後第一子である娘を出産。産後、育休取得後、特段視聴者向けの報告は無く、復帰後、2014年7月付人事にて、約12年に渡り従事したアナウンサー業務から退き、編成局宣伝部へ異動となり、結婚前から続いている地元かつ香山が商売を行ってる東京と大阪の2重生活を送っている。

## 人物
- ジョギングを趣味としており[9]、同局が後援に入っている第1回大阪マラソン〜OSAKA MARATHON 2011〜に出走し、4時間6分の記録で完走を果たした[10]。また、夫も同じくマラソンレース参加している[11]。

## 担当番組

### 現在
- 名探偵コナン（広報）※第349話では観光客役として声優も担当している
- 僕のヒーローアカデミア（宣伝）

### 過去
- ダウンタウンDX（広報）
- ニーチェ先生〜コンビニに、さとり世代の新人が舞い降りた〜（宣伝）
- ガリゲル（プロモーション→宣伝）
- 浜ちゃんが!（宣伝）
- にけつッ!!（宣伝）
- ワケあり!レッドゾーン（宣伝）
- タイムボカン 逆襲の三悪人（宣伝）
- 逆転裁判 〜その「真実」、異議あり!〜（宣伝）※Season2担当
- MIX（宣伝）

## 出演

### 過去
- ぷぷっぴ10（進行）
- ニューススクランブル（お天気コーナー担当） -  - 2005年3月
- ズームイン!!SUPER（ローカルパート） - 2005年4月 - 2009年3月
- ズームイン!!サタデー（ローカルパート担当キャスター） - 2005年4月 - 2007年3月
- なるトモ!（進行）※水、木、金曜 -  - 2007年9月
- 秘密のケンミンSHOW（データ担当） - 2007年10月11日 - 2012年8月2日
- WEST21（アシスタント） -  - 2008年3月
- かんさい情報ネットten!（「旬感中継」、「ten!の声」リポーター） - 2009年3月30日 - 2012年7月31日
- あしたモテ期にな〜れ! てるてるモテるちゃん（MC） - 2012年1月7日 - 3月10日
- 声〜あなたと読売テレビ（司会） - 2011年4月 - 2012年9月8日
- もってる!? モテるくん（MC） - 2012年3月17日 - 2012年9月22日
- ミリオンの扉（ナレーション） - 2011年5月12日 - 12月22日
- たかじん胸いっぱい（関西テレビ）※在阪局女子アナ大集合 - 2004年12月18日、2005年6月4日